# Mundochthonius carpaticus
Mundochthonius carpaticus är en spindeldjursart som beskrevs av Rafalski 1948. Mundochthonius carpaticus ingår i släktet Mundochthonius och familjen käkklokrypare. Inga underarter finns listade i Catalogue of Life.